# Списък на топоними, произхождащи от „българи“
Това е списък на топоними, произхождащи от корена на българския етноним.

## Албания
- Булгарец, село в община Корча;
- Булгер, село в община Мирдита.
- Гилет е Булгарит, връх в Мокра (1027,3 m)[1]

## Беларус
- Болгари, село в Пински район, Брестка област.

## България
- Българаново, село в област Търговище, до 1934 година Кадъмлар или Кадемлер;[2]
- Българево, село в област Добрич, до 1942 година Гявур Суютчук;[2]
- Българене, село в област Ловеч;[2]
- Българене, село в област Плевен;[2]
- Българене, село в област Стара Загора, до 1966 година Българени, до 1906 година Тюркмен махле;[2]
- Българи, село в област Бургас, до 1912 година Вулгари с вариант Вургари;[2]
- Българи, село в област Габрово, вариант Българите;[2]
- Българин, село в област Хасково, до 1906 година Сюлеменчево;[2]
- Българка, село в област Силистра, до 1952 година Полковник Боде, до 1942 Бръчма ени кьой;[2]
- Българка, връх в Стара планина;
- Българка, природен парк в Източна Стара планина;
- Българово, село в област Бургас, старо име Урум ени кьой;[2]
- Българска Бела, вариант Бела българска, село във Врачанско, образувало заедно с Мало Бабино в 1942 година село Бели извор;[2]
- Българска Левка, паралелно име на село Левка, област Хасково;[2]
- Българска поляна, село в област Хасково, до 1906 година Каур алан;[2]
- Българска чоба, име до 1878 година на село Чоба, слято в 1962 година с град Брезово;[2]
- Български извор, село в област Ловеч, до 1934 година Турски извор;[2]
- Български караагач, име до 1934 година на село Тотлебен, област Плевен;[2]
- Български косуй или Косуй Българ, име до 1942 година на село Пожарево, област Силистра;[2]
- Български чердак, име до 1878 година на село Голям чардак, област Прловдив;[2]
- Българско Алагюн или Българ Алагюн, име до 1934 година на село Богданово, област Бургас;[2]
- Българско бейкьой, име до 1934 година на село Огнен, област Бургас;[2]
- Българско Габрово, име до 1912 година на село Габрово, област Кърджали;[2]
- Българско Габрово, вариант до 1912 година на името на село Габрово, област Благоевград;[2]
- Българско Оваджик, име до 1906 година на село Поляново, област Хасково;[2]
- Малки Българени, село в област Габрово, варианти Малко Българени, Българените;[2]
- Българско Сливово, село в област Велико Търново;[2]
- Българчево, село в област Благоевград, до 1934 година Кърджиево.[2]

## Босна и Херцеговина
- Бугар, село в община Бихач, Федерация Босна и Херцеговина.

## Гърция
- Бугари, връх край Стратони[3]
- Бугариево, село в дем Илиджиево, Централна Македония, на гръцки от 1926 година Каравиас, от 1953 година Неа Месимврия;[4]
- Бугарин, старо име на село Кефалохори, дем Александрия, Централна Македония.
- Бугария, връх в Холомонда[5]
- Булгаркьой, село в дем Димотика, Източна Македония и Тракия, на гръцки Елинохори;[4]
- Булгури, възвишение в югоизточната част на Долен Олимп
- Българска Блаца, село в дем Костур, Западна Македония, до 1927 година на гръцки Βουλγαρομπλάτσι, Вулгароблаци, след това Оксиес;[4]
- Българска Саръджа, село в дем Гюмюрджина, Източна Македония и Тракия, на гръцки Каламокастро;[4]
- Вулгара, планина в Аграфа;
- Вулгара, връх в планината Олимп (1689,1 m) на ЮИ над Агиос Димитриос
- Вулгара, местност на СЗ от Неа Фокея[1]
- Вулгара, връх в планината Алонорахи (513 m) на З от Лазарадес[1]
- Вулгара, връх в планината Каракамен (2005 m)[6] на З от Негуш[1]
- Вулгари, връх ютоизточно от Дякос (725 m)[7][1]
- Вулгари, връх във Фламбуро (Пиерия) (1348 m)[8]
- Вулгари Тумба, възвишение на И от Принохори (361 m)[1]
- Вулгари, връх в планината Лунаки (800 m)[9]
- Вулгарико, възвишение на СЗ от Неа Скиони[1]
- Вулгарини, старо име на село Елафос, дем Агия
- Вулгари, малък остров от архипелага на Цикладите до остров Керос[10]
- Вулгарис, другото име на планината Зигос в Епир;[11]
- Вулгарис (Титарисиос), река в Тесалия, на изток от Антихасия[1]
- Вулгаро, село в дем Платанияс, остров Крит
- Вулгаро, старо име на село Рахони, остров Тасос
- Вулгаро Анилио, връх в планината Аеторахи[1]
- Вулгарос или Папаяници, връх (1507 m) в планината Морава (Кинигос)[12]
- Вулкария, езеро в Акарнания;
- Вургара, възвишение на СЗ от Касандрия[1]
- Вургарели, село в дем Централна Дзумерка, Епир, на гръцки Βουργαρέλι, до 1951 Βουλγαρέλι, Вулгарели, до 1980 Дросопиги;
- Вургари, възвишение на СИ от Неа Скиони[1]
- Вургарика Грекя, възвишение на СЗ от Йерисос (61 m)[1]

## Италия
- Болгаре град и община в провинция Бергамо, регион Ломбардия;
- Болгери град в провинция Ливорно, регион Тоскана;
- Боргаро Торинезе град и община в провинция Торино, регион Пиемонт;
- Булгарограсо град и и община в провинция Комо, регион Ломбардия;
- Челе ди Булгерия село и община в провинция Салерно, регион Кампания.

## Казахстан
- Българка, село

## Косово
- Бугаричи, село край Митровица, на сръбски Сърбовац
- Бугарски дуб, село край Митровица

## Румъния
- Белгерей, най-старият квартал на Стария Брашов;
- Булгария, квартал на Клуж-Напока;
- Булгарени, село в Трансилвания, Окръг Харгита с унгарско име Богарфалва;
- Булгари, село в Трансилвания, окръг Сълаж.

## Русия
- Болгар, град в Татарстан, Спаски район;
- Болгар, село в Татарстан, Нижнекамски район;
- Болгар, село в Татарстан, Спаски район;
- Велики Болгар, разрушен град (край град Болгар), столица на Волжка България;
- Болгари, село в Собински район, Владимирска област;
- Болгари, село в Мари-Турекски район, Марий Эл;
- Болгари, село в Мценски район, Орловска област;
- Болгари, село в Охански район, Пермски край;
- Болгари, село в Пермски район, Пермски край;
- Булгар, село в Татишлински район, Башкортостан;
- Булгар, село в Чекмагушевски район, Башкортостан;
- Булгар, село в Лениногорски район, Татарстан.

## Северна Македония
- Бугарска чука, връх в Галичица.

## Сърбия
- Алба Булгарика (Alba Bulgarica), средновековна форма на името на Белград;
- Бугаровце, засвидетелствана форма на името на село Букаревац, община Прешево[13];
- Българска гора, (Silva Magna Bulgarica) областта от Белград до София [14];
- Българска Морава, река, вариант Бугар Морава, Южна Морава;
- Българско Шилово, засвидетелствана форма на името на село Шилово, община Лебане;[15]
- Славуевац, община Прешево, със старо име Бугариня.

## Турция
- Булгаркьой, село във Вилает Одрин, Турция.
- Булгарлар, село във Вилает Бурса, Турция.
- Болкар даг, планина в Южна Турция, североизточно от Анталия.

## Украйна
- Болгарийка, днес на украински Зализничне, село в Болградки район на Одеска област;
- Болград, град в Одеска област.

## Франция
- Бюгараш, село и връх.[16]